# قاسم السامرائي
قاسم أحمد عبد الرزاق السامرائي، مؤرخ وباحث عراقي، شغل منصب أستاذ متمرس في جامعة لايدن في هولندا، وهو خبير في علم المخطوطات وتاريخها، عمل في عدة جامعات عربية وعالمية، وهو شقيق الأديب يوسف عز الدين السامرائي.

## من كتبه
- الإستشراق بين الموضوعية والافتعالية.
- علم الاكتناه العربي الإسلامي.
- التراث الإسلامي المخطوط واهتمام المستشرقين به في جامعات هولندا.
- الإنباء في تأريخ الخلفاء - دراسة وتحقيق.
- وفاء الوفا بتاريخ المصطفى - دراسة وتحقيق.
- التصوف البغدادي.
- مقدمة في دراسة الوثائق الإسلامية.
- التوثيق والتزوير في المخطوطات والوثائق.[3]

## من آرائه
بيّن الدكتور قاسم السامرائي أنه يجب على العامل في علم الاكتناه والمختص بالمخطوطات أن يكون خبيراً ملماً بصناعة الورق والرق، وأن يكون له دراية في معرفة ألوان الأحبار حتى يكون باستطاعته أن يضع يده على الورقة المزورة، فإن للمزورين مكائد في تزوير المخطوطات.. ولقد وقف المحاضر على تلك المخطوطة المزورة التي بيعت بـ30 مليون دولار، كما يجب على المختص أن تكون له الأدوات الكاملة لممارسة هذا الفن وأن يقف على جميع الرقوق التي تصنع من جلود الغزال والمعز والخروف والبقر والجاموس، وهذا الأخير لا يستعمل إلا في التجليد لأنه جلد غليظ.
وأرجع الدكتور السامرائي دلالة التزوير إلى معناها اللغوي التي تعني التزويق، ويقال زوّق الكلام أي نمقه وحسنه، وانتحل الكلام حاول أن ينظمه.. والتزوير يأتي بمعنى إبطال حق وإحقاق باطل، ولم يقتصر التزوير على مادة أو على عملة معينة، أو على مخطوطة معينة، وإنما شمل أيضا كل مناحي الحياة، حتى طال التزوير جوازات السفر وبطاقات الائتمان.. والتزوير عهد منذ الأزل، فالتاريخ يرصد بأن أول تزوير حصل في الخليقة كان عندما قتل قابيل أخاه هابيل.. وزوّر الحقيقة فأنكر جرمه ولم يعلم كيف يدفن أخاه، فبعث الله إليه غراباً ليواري سوءة أخيه.
والتزوير عرفته جميع الأمم من الساسانية والبيزنطية والرومانية والكلدانية والآشورية والعباسية وغيرها من الحضارات، واقتصر الدكتور قاسم السامرائي في محاضراته على تبين تزوير الوثائق والمخطوطات في الحضارة العربية الإسلامية، خصوصاً في هذا العصر الذي كثرت فيها التزويرات، والسبب يرجع إلى كثرة الطلب على المخطوطات القديمة والمسكوكات، والخبير هو الوحيد الذي يبين النقود الزيوف من النقود الأصيلة، وكثير من المؤسسات وقعت في هذا الخطأ فاشترت وثائق ومخطوطات مزوّرة.

## الأبحاث والدراسات
- مئات المقالات في التاريخ الإسلامي في الأندلس وفي التراث الإسلامي بدائرة معارف الشعب تحت عنوان «الأندلس» أعداد 61,64,67 وتشتمل هذه الدراسات على: ـ

1. قواعد الأندلس العظمى وأهم مدنها تاريخيا وأثرياً.
2. العمارة الإسلامية في الأندلس وتأثيرها علي العمارة المسيحية في أسبانيا وفرنسا علي العمارة الإسلامية في المغرب والجزائر وتونس ومصر.
3. الفنون الصناعية في الأندلس.
4. نظم الحكم والإدارة في الأندلس.
5. شخصيات أندلسية: طارق بن زياد ـ موسى بن نصير ـ عبد الرحمن الداخل ـ هشام الرضا ـ الحكم الربضي.

- عشرات المقالات بمجلة (المجلة) من سنة 1957:1961.
- بعض المصطلحات العربية للعمارة الأندلسية بحث منشور بمجلة المعهد المصري للدراسات الإسلامية بمدريد 1957 .
- مسجد المسلمين بطليطلة بحث منشور بمجلة كلية الآداب جامعة الإسكندرية 1958.
- طرابلس: تاريخها وآثارها الإسلامية الموسم الثقافي لجمعية مكارم الأخلاق الإسلامية – لبنان 1963-1964.
- واقعة الأرك خاتمة الانتصارات الإسلامية في إسبانيا مجلة العلوم – بيروت – يوليو 1964.
- الآثار الإسلامية في دير سانت كاترين بطور سيناء مجلة العلوم – بيروت – 1965.
- التأثيرات العراقية في البناء الحضاري الأندلسي مقال في كتاب المؤتمر الدولي الأول للتاريخ في بغداد 1973.
- تطور العمارة في الأندلس مجلة عالم الفكر، الكويت 1974.
- أضواء حول مشكلة تاريخ أشبيلية في العصر الإسلامي-مجلة معهد الدراسات الإسلامية بمدريد 1977.
- البحرية المصرية في عهد الدولة الفاطمية.

مع عدد كبير من الأبحاث بلغات أجنبية.

## نسخ pdf
- كتاب: علم الاكتناه العربي الإسلامي (نسخه الكترونيه من النشرة القديمة الكتاب).
- كتاب: تحقيق وفاء الوفا بأخبار دار المصطفى (نسخه الكترونيه من النشرة القديمة الكتاب).

- كتاب: تحقيق المعراج (نسخه الكترونيه من النشرة القديمة الكتاب).